# Фантастични животни и къде да ги намерим (саундтрак)
Фантастични животни и къде да ги намерим (оригинален саундтрак на филма) (на английски: Fantastic Beasts and Where to Find Them (Original Motion Picture Soundtrack)) е филмовата музика към едноименния филм от 2016 г., композирана от Джеймс Нютън Хауърд. Лимитирано винил издание е пуснато за продажби на 4 ноември 2016 г. По-късно саундтракът е издаден в цифров и физически формат на 18 ноември 2016 г. от WaterTower Music.

## История
На 6 април 2016 г. е обявено, че Джеймс Нютън Хауърд ще композира музиката за филм на режисьора на последните четири филма от поредицата Хари Потър Дейвид Йейтс и Дж. К. Роулинг, която пише сценария. Хауърд заявява, че филмът представлява „особено предизвикателство“ за него, тъй като трябва да бъде различен и различим от предишните филми за Хари Потър, в които звучат емблематични музикални теми от известния композитор Джон Уилямс. В интервю за Pottermore Хауърд заявява, че „това наистина е баланс между запазването на магията, лекото напрежение и комедията. Трябва да се намери баланса между темпо, гледна точка на характера, действие и хумор“. Дискусиите с Йейтс предполагат, че музиката трябва да се чувства сякаш „ни канят в голямо приключение“.
Хауърд прекарва по-голямата част от времето, пишейки темите на пианото си за главните герои. За героя на Нют той написа две основни теми, тема, която показва топлата личност и причудливостта на Нют, и тема за героичните действия на Нют, която Хауърд нарича „тема за големия, мускулест герой“. За Джейкъб Хауърд създава мелодия, която включва „мързелив, блусов квази-джаз вид от 1920-те“.
Партитурите са дирижирани от Пийт Антъни.

## Списък с песните
Всички песни са композирани и изпълнени от Джеймс Нютън Хауърд.
Стандартно издание
| №  | Заглавие                                                                                  | Времетраене |
| -- | ----------------------------------------------------------------------------------------- | ----------- |
| 1  | Main Titles - Fantastic Beasts and Where To Find Them                                     | 2:56        |
| 2  | There Ara Witches Among Us / The Bank / The Niffler                                       | 6:55        |
| 3  | Tina Takes Newt In / Macusa Headquarters                                                  | 1:57        |
| 4  | Pie or Strudel / Escaping Queenie and Tina's Place                                        | 3:06        |
| 5  | Credence Hand Out Leaflets                                                                | 2;05        |
| 6  | Inside The Case                                                                           | 9:10        |
| 7  | The Erumpent                                                                              | 3:00        |
| 8  | In The Cells                                                                              | 2:12        |
| 9  | Tina and Newt Trial / Let's Get The Good Stuff Out / You're One of Us Now / Swooping Evil | 8:01        |
| 10 | Gnarlak Negotiations                                                                      | 2:58        |
| 11 | The Demiguise and The Occamy                                                              | 4:07        |
| 12 | A Close Friend                                                                            | 1:52        |
| 13 | The Obscurus / Rooftop Chase                                                              | 3:50        |
| 14 | He's Listening To You Tina                                                                | 2:07        |
| 15 | Relieve Him of His Wand / Newt Releases The Thunderbird / Jacob's Farewell                | 12:34       |
| 16 | Newt Says Goodbye to Tina / Jacob's Bakery                                                | 3:28        |
| 17 | End Titles - Fantastic Beasts and Where To Find Them                                      | 2:22        |

Всички песни са композирани и изпълнени от Джеймс Нютън Хауърд, освен където е отбелязано.
Делукс издание - Диск 2
| № | Заглавие                                                                     | Времетраене |
| - | ---------------------------------------------------------------------------- | ----------- |
| 1 | A Man and His Beasts                                                         | 8:31        |
| 2 | Soup and Leaflets                                                            | 2:20        |
| 3 | Billywig                                                                     | 1:31        |
| 4 | The Demiguise and the Lollipop                                               | 0:59        |
| 5 | I'm Not Your Ma                                                              | 2:05        |
| 6 | Blind Pig – (Написана от Дж. К. Роулинг, Марио Григоров и изпълнена от Енми) | 1:29        |
| 7 | Newt Talks To Credence                                                       | 2:13        |
| 9 | Kowalski Rag                                                                 | 5:13        |